# Ясеньовий потік
Ясеньовий потік (словац. Jaseňový potok) — річка в Словаччині, ліва притока Блави, протікає в окрузі Трнава.
Довжина приблизно 4.6-4.7 км. Витік знаходиться в масиві Малі Карпати — частина Брезовські гори; схил гори Вратна — на висоті близько 305 метрів. Протікає територією села Добра Вода.
Впадає в Блаву на висоті приблизно 220-225 метрів.